# Torn de terrissaire

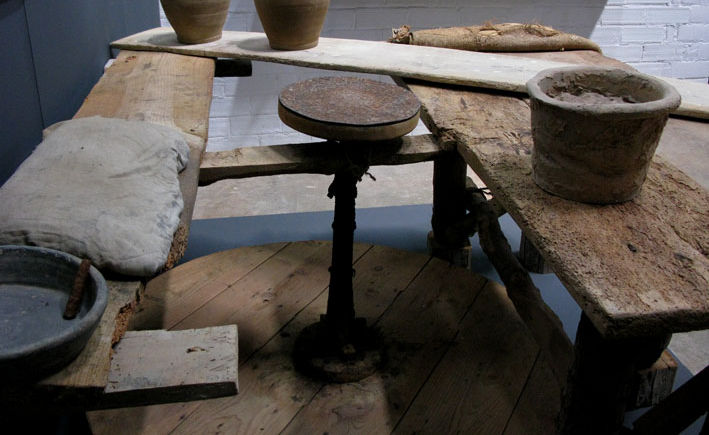
Torn de peu a La Bisbal (Girona)

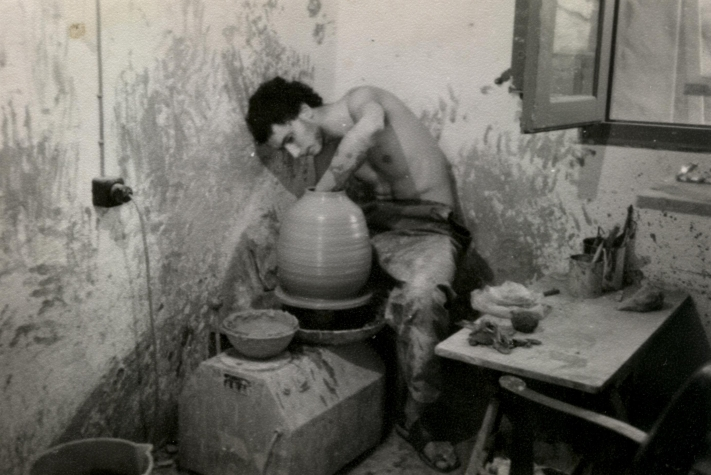
Terrisser català treballant amb un torn elèctric marca Forns (fabricat a Badalona), al seu taller de Vallvidrera, als anys 70

Un torn de terrissaire és una màquina molt simple utilitzada per donar forma arrodonida a la terrissa i ceràmica. El seu principi de funcionament es basa en un volant d'inèrcia.
Cap a finals del Neolític el torn estava estès per tot el Vell Món però a l'Amèrica precolombina era desconegut i allí tota la terrissa i ceràmica es feia completament a mà.
El torn també es fa servir durant el procés de treure la rebava de les peces assecades i per aplicar decoració incisa o anells de color.
El torn consta d'una superfície rodona i plana unida a un eix que es fa girar a una velocitat regulable entre 30 i 120 revolucions per minut aproximademant. Sobre la superfície el terrissaire torneja l'argila o pasta ceràmica amb les mans molles amb una pasta de barbotina (barreja d'argila amb aigua en què l'aigua ocupa una tercera part).
Antigament el torn era mogut pels peus del terrissaire, que actuava sobre una roda de fusta pesant, d'uns dos metres de diàmetre i deu centímetres de gruix, amb el que comptava amb prou inèrcia per a girar de manera constant malgrat la pressió i el fre que exercia el terrissaire sobre la peça de fang.
Actualment també es fan servir torns accionats per electricitat amb un dispositiu que permet ajustar la velocitat de gir.

## Història
La majoria de les ceràmiques prehistòriques es van fer a mà amb tècniques simples com les de sobreposar anelles d'argila. Amb aquesta tècnica tota l'energia requerida la proporcionaven les mans del terrissaire. Els models primitius de torn no utilitzaven el volant d'inèrcia sinó que les peces en construcció estaven sobre una superfície que es movia a mà. Se suposa que entre 8000 aC i 1400 aC s'hi va aplicar el volant d'inèrcia i possiblement això va ocórrer a Mesopotàmia, també podria haver passat al sud d'Europa, Egipte (on la deessa Khnum hauria format el primers humans amb el torn) i la Xina S'ha trobat un torn de pedra a la ciutat d'Ur, Iraq datada del 3129 aC però a la mateixa zona n'hi ha fragments encara més antics.